# Lathys dixiana
Lathys dixiana är en spindelart som beskrevs av Ivie och Barrows 1935. Lathys dixiana ingår i släktet Lathys och familjen kardarspindlar. Inga underarter finns listade i Catalogue of Life.